# Richard Laming
Richard Laming (1798–3. května 1879) byl britský chirurg, přírodní filozof, vynálezce, chemik a průmyslník.
Existují nejasnosti ohledně jeho původu. Ale věří se, že se narodil v Margate v Anglie 17. srpna 1799 jako syn Jamese Laminga a Sarah Waltonové a že měl staršího bratra Jamese, který se narodil roku 1791, z nějž se stal prosperující obchodník. V roce 1825 získal Richard Laming kvalifikaci pro členství v Královské chirurgické společnosti, a založil praxi v Londýně.
Během volného času se zajímal o teorii elektřiny. Mezi roky 1838 a 1851 publikoval řadu článků kde spekuloval o složení elektřiny z atomů. Jako jeden z prvních lidí předpokládal, že existují subatomární částicové jednotky. Navrhl, že atom je tvořen jádrem z materiálu obklopeného soustřednými slupkami těchto elektrických atomů, nebo částic. Věřil také, že tyto částice by mohly být přidány nebo odečteny k atomu, čímž by se měnil jeho náboj.
Kolem roku 1844 navrhl mechanismus pro izolátor jako atom obklopený „perfektní vnější kulovou vrstvou“ elektrických částic. Předpokládal také, že chemická reakce může nastat v případě kdy dva atomy sdílejí elektrický náboj. Nicméně neposkytl žádné experimentální důkazy pro své nápady a tedy získal jen malý zájem od Královské Společnosti.
V roce 1838 se přestěhoval do Paříže, kde zůstal deset let. Ani tam nezískaly jeho myšlenky velký zájem a byl považován za výstředního. Jeho lékařská praxe skončila zřejmě někdy kolem roku 1842. Když se vrátil do Anglie, jeho zájmy se obrátily k chemii a začal pracovat v průmyslu zpracování uhlí a zemního plynu.
Zažádal o několik patentů:
- 1844, zlepšení čištění a použití amoniaku.[3]
- 1847 kontinuální rekuperátor vyrobený z železných trubek, které mohou být jako nejstarší známý agregát.[4]
- 1850 vylepšení při výrobě plynu pro osvětlení a pro jiné účely, ke kterým se používá svítiplyn.[5]
- 1861 zlepšení výroby alkalických uhličitanů.[6]

V roce 1850 si patentoval také Lamingův proces, což byl způsob odstranění sirovodíku a oxidu uhličitého z uhelných plynů.
Během 60 let se začal zajímat o telegrafie a požádal o dva patenty na vylepšení zařízení. Odešel kolem roku 1865 na jižní pobřeží Anglie. Zemřel 3. května 1879 v Arundel v Sussex. Byl dvakrát ženatý a měl nejméně dva syny.

## Publikace
- Laming, Richard (1838). On the Primary Forces of Electricity. Location.
- Laming, R. (1845). "Observations on a Paper by Prof. Faraday Concerning Electrical Conduction and the Nature of Matter". Philosophical Magazine 27 (2): 420–423. doi:10.1080/14786444508646245.
- Laming, Richard (1851). Matter and Force: An Analytical and Synthetical Essay on Physical Causation. R. Taylor.
- Laming, Richard (1858). A New View of Electrical Action. Taylor and Francis.
- Laming, Richard (1873). God in second causes: a physical principia.
- Laming, Richard (1874). The Spirituality of Causation: A Scientific Hypothesis. London: Williams and Norgate.